# 山脇学園短期大学
山脇学園短期大学（やまわきがくえんたんきだいがく、英語: Yamawaki Gakuen Junior College）は、東京都港区赤坂四丁目10番36号に本部を置いていた日本の私立大学である。1950年に設置され、2011年に廃止された。大学の略称は赤短。

## 概観

### 大学全体
- 東京都港区に所在した日本の私立短期大学で、設置主体は学校法人山脇学園[1]。
- 国内で最初に認可された短期大学149校[注 1]の1校として、1950年に1学科60名体制で開学した[3]。のちに学科の増設もあり最大で3学科体制をとる。
- 2008年度の入学生を最後に[注釈 2]、2011年に短期大学としての使命を終える[注釈 3]。

### 建学の精神（校訓・理念・学是）
- 山脇学園短期大学における建学の精神は「女性の本質を磨き、時代に適応する教養高き女性を育成する」となっていた。

### 教育および研究
- 山脇学園短期大学は、明治期に設置された山脇高等女学校家事専攻科の伝統を受け継いで設置された短大であったことから、家政系の学科にとりわけ伝統があった。ほか、英語科も設置され、国際交流のサポートや海外での語学研修に力を入れていた。「フライアテンダント講座」があった。

### 学風および特色
- 山脇学園短期大学は、家政・食物・英語の3学科が設置されておりいずれも女性を対象とした学科であった。この学科体制および呼称名は全国の短大でも珍しい例だといえる。故に、古風のイメージが強い。ほか、伝統的行事として新入生オリエンテーションでのダンスイベントが実施され、パートナーは慶應義塾大学の男子学生であった[7]。

## 沿革
- 1903年
  - 4月 女子實脩学校として設立[8]。
- 1906年
  - 高等女子實脩学校となる
- 1908年
  - 山脇高等女学校と改称、家事専攻科開設
- 1928年
  - 財団法人山脇高等女学校
- 1947年
  - 山脇学園中学校、高等学校を開設
- 1949年
  - 家事専攻科廃止。山脇学園専攻科別科新設。
- 1949年
  - 10月 文部省[注釈 4]に短期大学[注 2]の設置認可に関する申請を以下の通り行う[注 3]。なお、学科・専攻は以下の通りとなっている[注 4]。
    - 生活学科 入学定員30
    - 被服学科 入学定員30
- 1950年
  - 3月14日 左記を以て短期大学の設置が文部省[注釈 4]より認可される[14][15]。
  - 4月1日 左記を以て山脇学園短期大学が以下の学科体制にて開学する[注 5]。
    - 生活学科 入学定員30→家政科  入学定員60名
    - 被服学科 入学定員30→家政科  入学定員60名
- 1951年
  - 2月15日 学校法人山脇学園の設置が許可される[18]。
  - 4月1日 家政科が栄養士養成施設として厚生省[注 6]より指定を受ける[19]。
- 1953年
  - 4月1日 家政科の入学定員を60→120に増員[20]。
- 1954年
  - 3月20日 別科が以下の専修課程をもって開設[21]。
    - 家政専修 入学定員100名 修業年限1年制

  - 5月1日 学生数[22]/定員
    - 家政科 289[注釈 5]/240
- 1956年
  - 4月1日 以下の学科を増設する[23]。
    - 食物科 入学定員120名
- 1958年
  - 5月1日 学生数[24]/定員
    - 家政科 272[注釈 5]/240
    - 食物科 271[注釈 5]/240
- 1963年
  - 4月1日 以下の学科の入学定員を以下の増員する[25]。
    - 家政科 120→200
    - 食物科 120→200

  - 5月1日 学生数[26]/定員
    - 家政科 407[注釈 5]/320
    - 食物科 385[注釈 5]/320
- 1966年　
  - 4月1日 以下の学科を増設する[27]。
    - 英文科 入学定員100名[28]

  - 5月1日 学生数/[29]定員
    - 家政科 567[注釈 5]/400
    - 食物科 435[注釈 5]/400
    - 英文科 197[注釈 5]/100
- 1992年
  - 5月1日 学生数[注 7]/定員
    - 家政科 584[注釈 5]/400
    - 食物科 359[注釈 5]/400
    - 英文科 404[注釈 5]/200
- 1999年
  - 5月1日 学生数[32]/定員
    - 家政科 273[注釈 5]/400
    - 食物科 295[注釈 5]/400
    - 英文科 238[注釈 5]/200
- 2004年
  - 4月1日 既存の学科の定員減を行う[33]。
    - 英文科 100→80
    - 家政科 200→120
- 2005年
  - 4月1日 英文科を英語科に改称[34]。
  - 同 この年度の入学生より食物科に栄養教諭二種免許状が設置される[35]。
- 2008年
  - 4月1日 この年度で学生募集を終了[注釈 2]。
- 2011年
  - 7月7日 左記をもって正式に廃止となる[注釈 3]。

## 基礎データ

### 所在地
- 東京都港区赤坂四丁目10番36号[注釈 1]

### 象徴
* カレッジマークはハート型の模様に富士山の絵が描かれたものとなっていた。

## 教育および研究

### 組織

#### 学科
- 家政科 入学総定員120名[注釈 6]
- 食物科 入学総定員200名[注釈 6]
- 英語科 入学総定員80名[注釈 6]

#### 専攻科
- なし

#### 別科
- 家政専修 入学定員100名[注 8]

#### 取得資格について
教職課程
- 中学校教諭二種免許状
  - 家庭
    - 家政科[注 10]。
    - 食物科

  - 英語
    - 英語科[40]
- 栄養教諭二種免許状[40]
  - 食物科

資格
- 栄養士：食物科[40]

#### 附属機関
- 図書館
- 資料館：被服に関する資料が中心に所蔵されていた。
- 国際文化センター

#### 研究
- 『山脇学園短期大学紀要』[43]

## 学生生活

### 部活動・クラブ活動・サークル活動
- 山脇学園短期大学においてこれまで活動してきたクラブ活動には、ESS・ダンス・テニス・チアリーディングなどがあった。

### 学園祭
- 山脇学園短期大学の学園祭は「山脇祭」と呼ばれた[44]。山脇祭実行委員会により運営され、クラブや研究発表などが行われている。過去には、「ビストロお好み焼き対決」と題したイベントが催されたこともあった。

## 大学関係者と組織

### 大学関係者一覧

#### 教職員
- 山脇秀輔：初代学長
- 山脇馨：2代目学長
- 中川信吾：3代目学長

#### 卒業生
- 沢たまき - 歌手、女優、政治家
- 多岐川裕美 - 女優
- 酒井ゆきえ - フリーアナウンサー、幼児番組ピンポンパンの3代目おねえさん。
- 乙部綾子 - パールダッシュの広報担当。元ライブドア広報担当。
- 長谷川町子 - 漫画家
- 千葉紘子 - 歌手
- 藤森涼子 - 気象予報士、キャスター
- 呉羽理子 - フリーアナウンサー
- 中岡由佳 - フリーアナウンサー
- 古旗照美 - しょくスポーツ代表取締役
- 光丘真理 - 児童文学作家、元女優
- 菅えりこ - 元タレント
- 朝倉玲子 - 料理研究家

## 施設

### キャンパス
- 交通アクセス
  - 東京地下鉄銀座線・丸ノ内線赤坂見附駅
  - 有楽町線・半蔵門線・南北線永田町駅
- 千代田線赤坂駅
- 都営地下鉄大江戸線青山一丁目駅

#### 設備
- 学生食堂
- 講堂

### 寮
- 山脇学園短期大学には「ドーミー赤坂レディース」と称した学生寮があった。『芙蓉寮』と言う名前だった[45]。

## 対外関係

### 他大学との協定

#### アメリカ
- ラセル・カレッジ：1989年より姉妹校提携していた。
- シアトル大学

#### ポーランド
- コンコーディア大学

### 姉妹校
- 山脇学園中学校・高等学校

## 卒業後の進路について

### 編入学・進学実績
- 家政科：杉野服飾大学・日本女子大学ほか
- 食物科：聖徳大学・実践女子大学ほか
- 英語科：淑徳大学・東京経済大学・東京女学館大学・目白大学・恵泉女学園大学・東洋英和女学院大学ほか